# 多拉·巴科揚尼斯

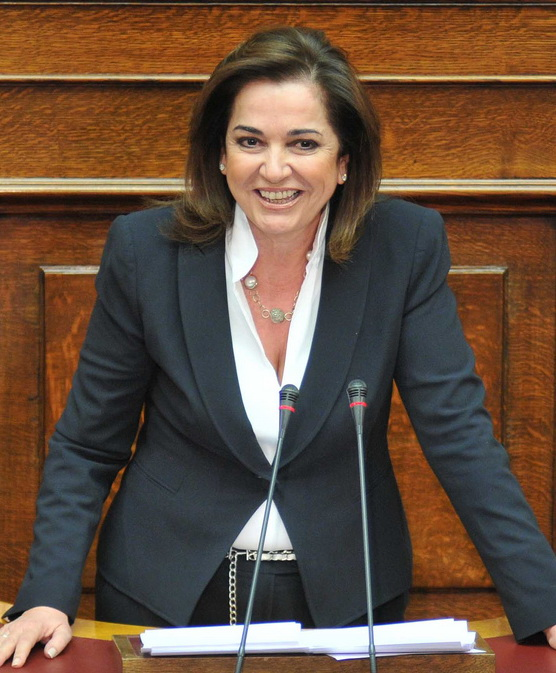
多拉·巴科扬尼斯

塞奥佐拉·“多拉”·巴科扬尼斯（希臘語：Θεοδώρα "Ντόρα" Μπακογιάννη；1954年5月6日—），希腊政治人物，前希腊外交部部长。她是希腊内阁历史上政治职位最高的女性。

## 生平
2003年至2006年间，她担任雅典市长，为雅典历史上首任女市长，也是雅典市迄今为止唯一的女市长。1992－1993年间，担任希腊文化部长。